# 喉頭
喉頭（、英: larynx）は、咽頭と気管の狭間で、舌骨より下にあり気管より上にある、頸部中央に一つ存在する器官である。

## 概要
体表からは、喉仏として触れることができ、嚥下時には上前方に移動する。嚥下時の食物の気管や肺への流入（誤嚥）の防止、発声などの機能を持つ。嚥下時には、喉頭蓋が後方に倒れ込み、声門が閉鎖することにより、気管に食物が入り込む事を阻止する。

## 解剖
喉頭は以下の組織から構成される：
- 喉頭軟骨
  - 甲状軟骨
  - 輪状軟骨
- 筋肉
  - 輪状甲状筋

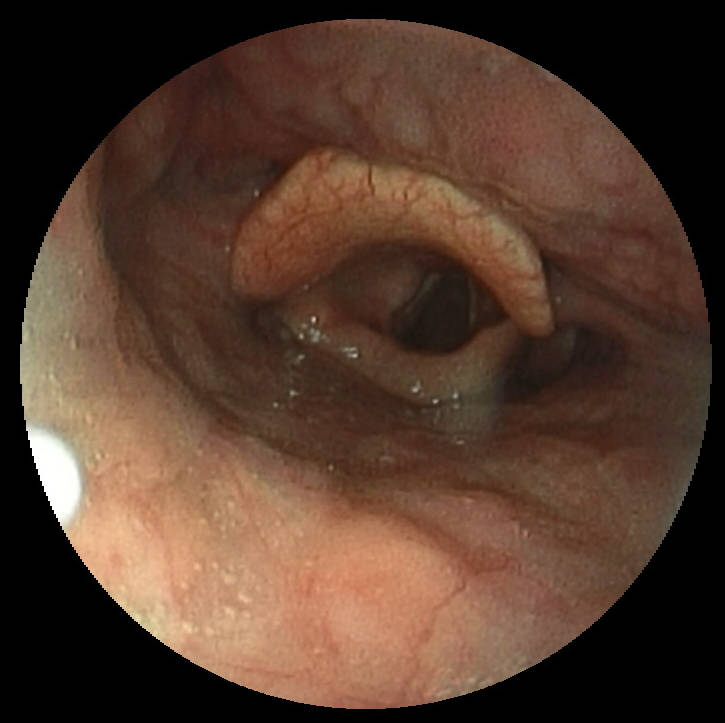
正常な喉頭および喉頭蓋の内視鏡像

  - 甲状披裂筋：声帯（声帯ひだ）：声門を構成する、左右一対、腱状の構造物。発声時に呼気流を断続的に遮ることで振動、音声（喉頭原音）を生じる。
- 喉頭蓋
- 仮声帯

これらの組織により喉頭腔が形作られる。

### 披裂軟骨
披裂軟骨（英: arytenoid cartilage）は三角錐形の軟骨であり、左右1対で存在する。底部（披裂軟骨底）は前角の延長に声帯突起を、外側角の延長にある筋突起を形成する。
凹面の披裂軟骨底を介して下方の輪状軟骨と輪状披裂関節（英: crico-arytenoid joint）を構成する。輪状披裂関節は披裂軟骨を lateral に滑らせて披裂軟骨対の間の距離を変化させ、また回旋し声帯突起を正中線に近づけるあるいは遠ざける作用をする。
披裂軟骨尖を介して小角軟骨と関節を構成する。
前外側面にある2つのくぼみ（楕円窩・三角窩）には声帯筋と室靭帯が、声帯突起（底部前角の先）には声帯靭帯が、筋突起（底部外側角の先）には後輪状披裂筋（英: posterior crico-arytenoid muscle）と外側輪状披裂筋（英: lateral crico-arytenoid muscle）が付着する。
強制呼吸時、主に後輪状披裂筋の作用により披裂軟骨は外旋し、声帯靭帯を含む声帯ヒダが外転することで声門裂が開大し、気道断面が最も広い形になる。

### 喉頭腔
喉頭腔（、英: laryngeal cavity）は喉頭の内部空間である。
喉頭腔は以下のサブ空間に区分される：
- 喉頭前庭（英語版）（、英: laryngeal vestibule）: 喉頭上端 ～ 仮声帯
- 喉頭室（英語版）（、英: laryngeal ventricle）: 仮声帯 ～ 声門
  - 喉頭小嚢（英語版）（、英: laryngeal saccule）[5]
- 声門下腔: 声門 ～ 喉頭下端

### 声門下部
声門下部（、英: subglottis）は喉頭の声門より下の領域である。
声門下部は中空構造（声門下腔）で、声門を上端、輪状軟骨下辺（=喉頭下端）を下端とし、気管と連続的につながっている。

#### 声門下腔
声門下腔（、英: infraglottic space, 英: infraglottic cavity）は声門下部を上下に貫く空間である。
声門下腔は開閉する声門を通じ喉頭前庭をはじめとした上方の声道に接続し、下方は連続的に気管腔と接続している（一体化している）。声門が閉鎖した状態で声門下腔に空気が流れ続けると内圧が上昇し声帯を駆動する力が生まれる。この声門下腔の圧力は音声学や医学で重要視され、声門下圧（、英: subglottal pressure）と呼ばれる。

## 生理

### 機能
喉頭は様々な機能を司る。以下はヒトにおける喉頭の機能の一例である：
- 呼吸: 気道サイズの調整
- 摂食・嚥下: 誤嚥の防止
- 発音: 声門裂サイズの調整
  - 発声
  - 調音（声門音）
- 器官保護: 異物の吐き出し